# NFC Championship Game
NFC Championship Game är den årliga mästerskapsmatchen i National Football Conference och en av de två semifinalerna i National Football League, den största professionella amerikanska fotbollsligan i USA. Matchen spelas den näst sista söndagen i januari mellan de två kvarvarande slutspelslagen efter NFC-slutspelets två första rundor. Vinnaren av matchen avancerar för att möta vinnaren av American Football Conference i Super Bowl.
Matchen kom till som ett resultat av sammanslagningen mellan NFL och American Football League vilket resulterade i en uppdelning av ligan i två konferenser. Sedan 1984 mottager NFC-mästaren George Halas Trophy, som fått sitt namn från George Halas, grundare och tidigare ägare av Chicago Bears.